# 刘永镇
刘永镇（1936年4月—），男，云南巍山（一作昆明）人，中国天体物理学家，曾任中国科学技术大学教授、博士生导师。